# ذي نخلة (المخادر)

تعديل مصدري - تعديل

ذي نخلة محلة تابعة لقرية الظهرة، التابعة لعزلة الشرف بمديرية المخادر إحدى مديريات محافظة إب في الجمهورية اليمنية، بلغ تعداد سكانها 55 حسب تعداد اليمن لعام 2004.